# Hedwig von Branca

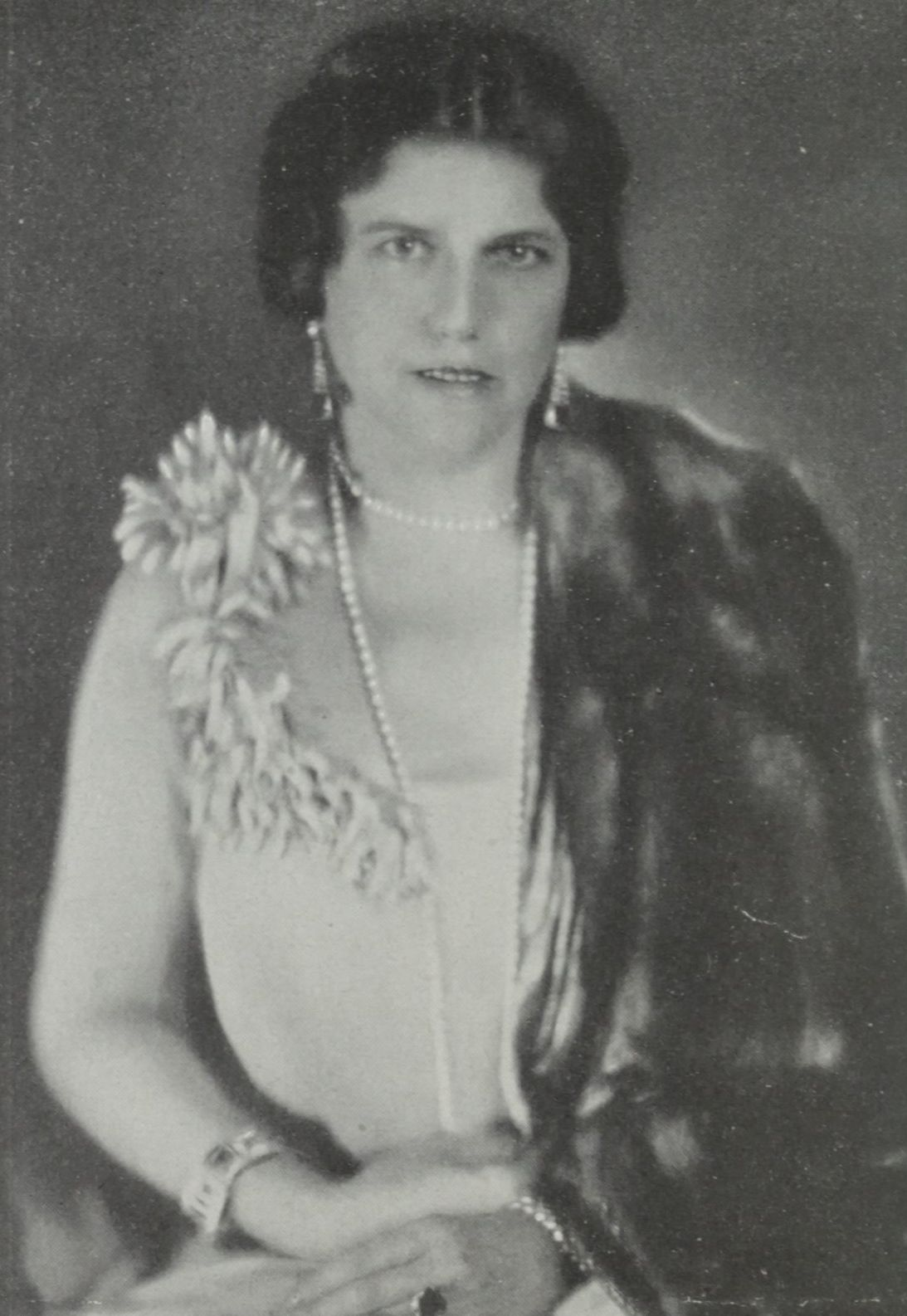
Hedwig von Branca, verh. Haniel von Haimhausen, fotografiert von Yva

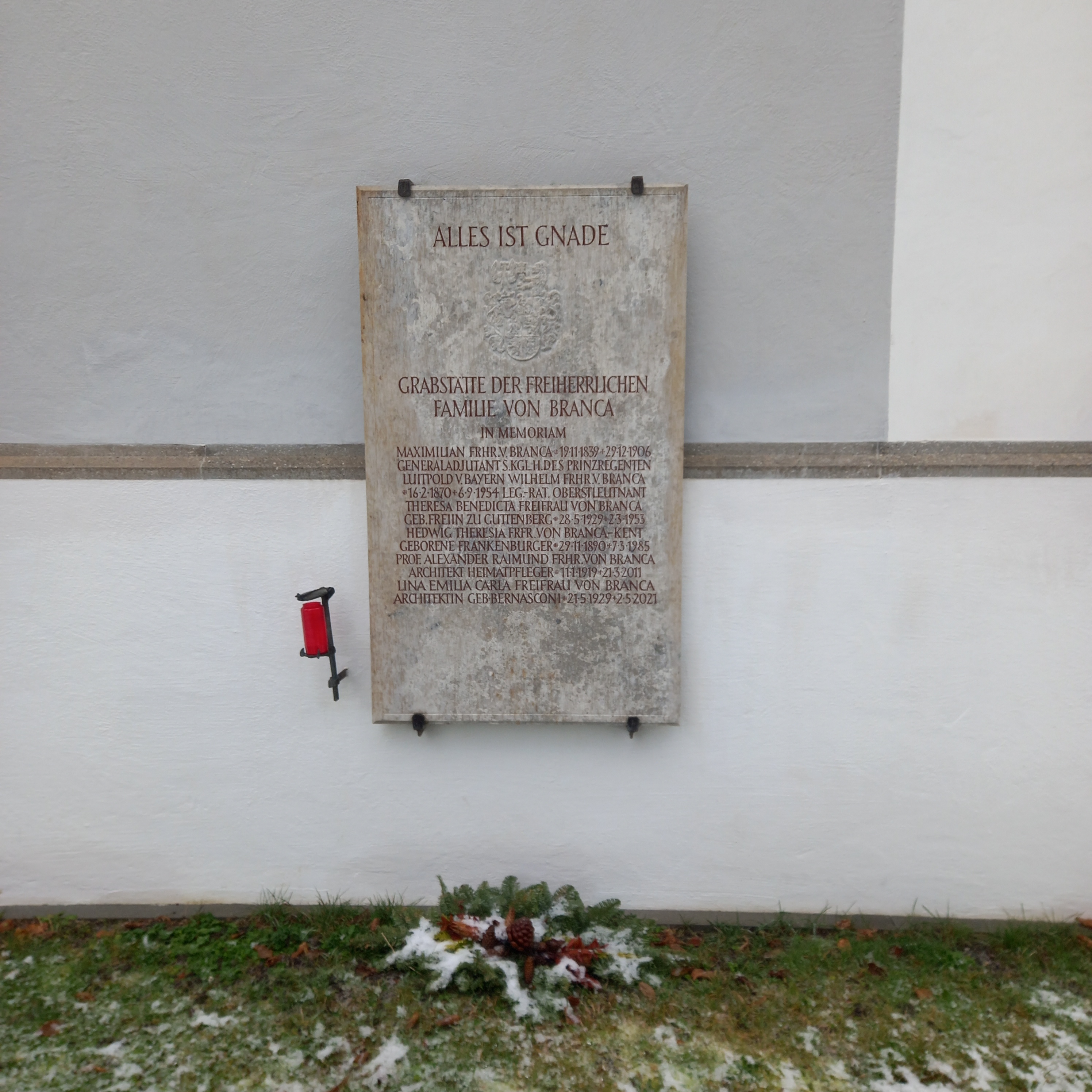
Grabstätte der Freiherrlichen Familie von Branca an der Kirche St. Lorenz in München-Oberföhring

Hedwig Therese Freifrau von Branca-Kent, geborene Frankenburger, verheiratete Haniel von Haimhausen (* 29. November 1890 in Nürnberg; † 7. März 1985 in München) war eine deutsche Malerin, Porträtistin bedeutender Persönlichkeiten aus Politik, Wirtschaft, Kunst und Wissenschaft.

## Leben und Wirken
Hedwig Therese von Branca war die Tochter des jüdischen Kunsthistorikers und Privatgelehrten Max Frankenburger (1860–1943) und dessen Ehefrau Maria, geb. Hirschhorn. Im Alter von 14 Jahren erhielt sie ihren ersten Zeichenunterricht. Vier Jahre später besuchte sie die Damenakademie des Münchner Künstlerinnenvereins. Anschließend wurde Hedwig Therese Frankenburger Schülerin u. a. von Walter Thor, Heinrich Knirr sowie Moritz Heymann. Wichtige Impulse erhielt sie später durch den Privatunterricht bei Friedrich August von Kaulbach und Emil Preetorius.
Seit ca. 1910 war die Künstlerin als Illustratorin für die Zeitschrift Jugend und andere Zeitschriften in Deutschland, Italien, England, den Vereinigten Staaten und der Schweiz tätig. Am 23. Dezember 1916 heiratete sie den Freiherrn Wilhelm von Branca (1870–1958). Die Ehe wurde 1922 geschieden. Vier Jahre später, am 22. April 1926, heiratete die Künstlerin Edgar Haniel von Haimhausen.
Nach 1945 lebte Hedwig von Branca in der Schweiz und in Haimhausen. Sie ist die Mutter des Architekten Alexander von Branca.
Die Künstlerin, die viele Motive aus Haimhausen und Umgebung festgehalten hatte, erwarb sich einen Namen als Bildnismalerin und konnte die Großen dieser Erde wie die Familie Alfons’ XIII. von Spanien, Mitglieder des bayerischen Königshauses, Richard Strauss, Gustav Stresemann, Aga Khan, Ranbindranath Tagore und Fuad von Ägypten porträtieren.

## Künstlerisches Werk
Während das Frühwerk gelegentlich an den Jugendstil erinnert, weist die späte Zeit auch abstrakte Motive auf. Von besonderer Vielfalt und Qualität sind die Kinderbilder der Künstlerin. In diesen Bildern nähert sich das Charmante einer besonderen Form des Religiösen, nämlich dem Gnadenhaft-Paradiesischen.

## Ausstellungen (Auswahl)
- 1927: Künstlerhaus Berlin
- 1931: Galerie Caspari München
- 1932: Galerie Knoedler Paris
- 1954: Galerie Gurlitt München
- 1964: Galerie Schumacher München
- 1970 u. 1980: Pavillon Alter Botanischer Garten München
- 1977 u. 1981: Katholische Akademie München

## Ehrungen
- 1974: Schwabinger Kunstpreis (Ehrenpreis)[5]

## Werke (Auswahl)
- Häuschen in Haimhausen, Öl/Lwd. 55×47
- Am Lido, Aquarell 15×22
- In einer Bar, Aquarell 39×39
- Selbstporträt, Öl/Lwd. 80×60
- Pause in der Münchner Hofoper, Aquarell 18,5×29
- Fische, Öl/Lwd. 50×65
- Venedig am Canale Grande, Aquarell 14,5×22